# 安德烈亚斯·费尔德
安德烈亚斯·费尔德（德語：Andreas Felder，1962年3月6日—），奥地利男子跳台滑雪运动员。他曾代表奥地利参加1984年、1988年和1992年冬季奥林匹克运动会跳台滑雪比赛，其中1992年冬季奥运会获得一枚银牌。